# Kościół Trójcy Przenajświętszej w Dziadkowicach
Kościół Trójcy Przenajświętszej – rzymskokatolicki kościół parafialny należący do dekanatu Siemiatycze diecezji drohiczyńskiej.

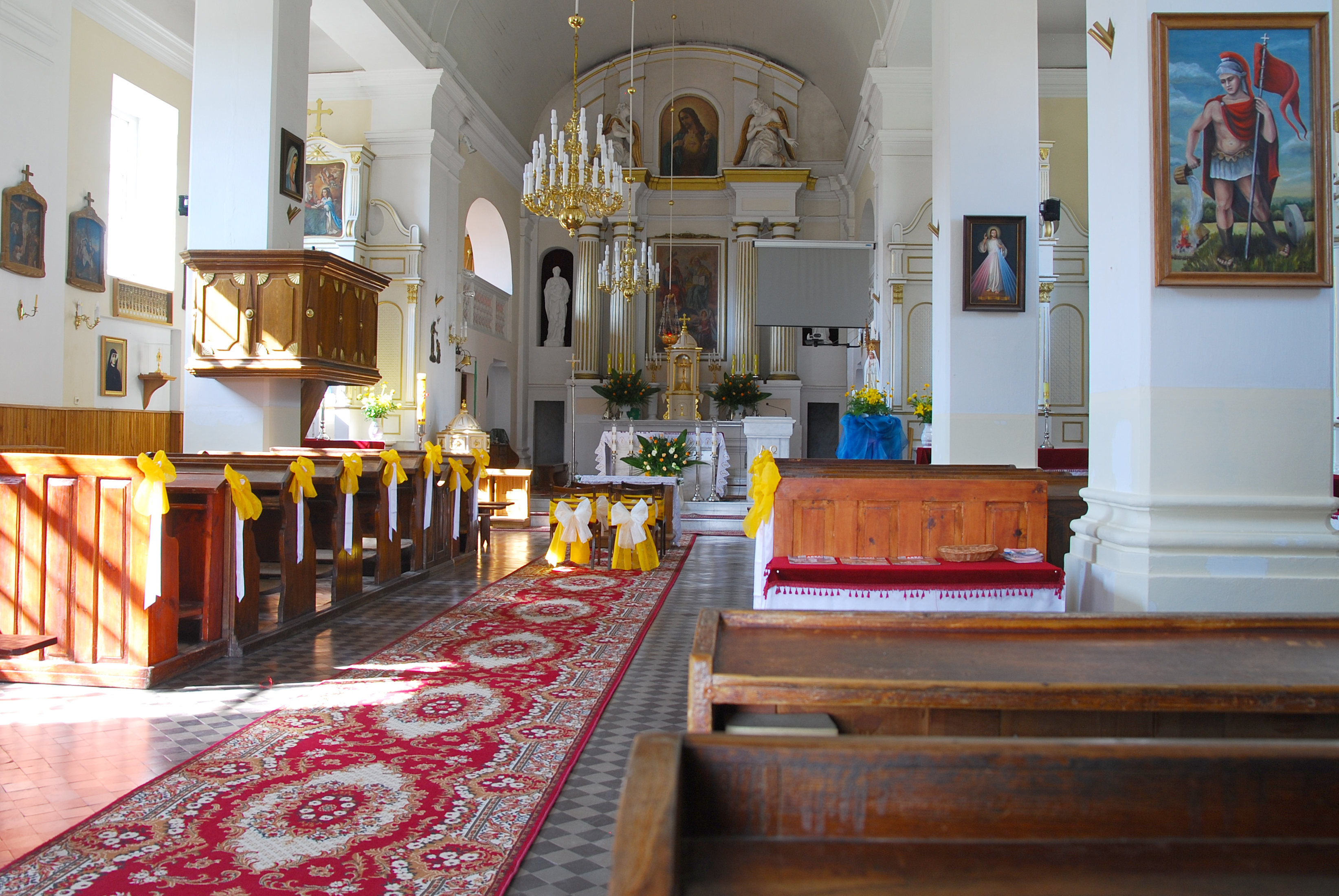
Wnętrze kościoła

Obecna świątynia w stylu odrodzenia o długości 28 metrów, szerokości 14 metrów i wysokości 20 metrów została wzniesiona z cegły i kamienia w 1802 roku, dzięki funduszom miejscowej szlachty i byłego proboszcza w Dziadkowicach, księdza Wojciecha Jabłońskiego. Prace budowlane nadzorował ówczesny proboszcz, ksiądz Józef Krzyżanowski. W 1828 roku ksiądz Józef Michał Wąsowicz, proboszcz w Dziadkowicach, wybudował chór podparty czterema marmurowymi kolumnami. Nowe organy zostały ufundowane przez właściciela Kątów, ziemianina dziadkowickiego – Feliksa Uszyńskiego, sędziego powiatu drohickiego i jego małżonkę Mariannę z Pieńkowskich. Nowa świątynia w Dziadkowicach została konsekrowana w dniu 23 lipca 1850 roku przez księdza Wacława Żylińskiego, biskupa wileńskiego.